# Kickboxer 4
Série Kickboxer
Kickboxer 3
(1992) Kickboxer 5 : Le Dernier Combat
(1995)
Pour plus de détails, voir Fiche technique et Distribution.
Kickboxer 4 (Kickboxer 4: The Aggressor) est un film américain réalisé par Albert Pyun, sorti en direct-to-video en 1994. C'est le quatrième de la saga Kickboxer, suite de Kickboxer 3, sorti en 1992. Il met en scène pour la troisième et dernière fois Sasha Mitchell, dans le rôle de David Sloane.

## Synopsis
Tous les ans, Tong Po, un malfrat expert de boxe thaïlandaise, organise un impitoyable tournoi de combat où il convie ses amis, dans sa demeure à Mexico. David Sloane, un pratiquant de kick boxing, est libéré de prison par les autorités dans le but d'arrêter ce dangereux criminel. Il agit sous une autre identité pour infiltrer le tournoi de Tong Po. David tentera surtout de délivrer sa femme Vicky, retenue captive chez ce redoutable ennemi, responsable autrefois de la mort de ses deux frères.

## Fiche technique
Sauf indication contraire, les informations mentionnées dans cette section peuvent être confirmées par la base de données cinématographiques IMDb,  présente dans la section « Liens externes ».
- Titre original : Kickboxer 4: The Aggressor
- Titre français : Kickboxer 4
- Réalisation : Albert Pyun
- Scénario : Albert Pyun et David Yorkin
- Direction artistique : Timothy Gordon
- Décors : William F. Reinert
- Costumes : Shelly Buscalacchi
- Musique : Anthony Riparetti
- Production : Jessica G. Budin
- Société de production : Kings Road Entertainment
- Langue originale : anglais
- Film déconseillé aux moins de 12 ans à la télévision[Où ?]
- Date de sortie :

 États-Unis : 27 juillet 1994 (sortie en vidéo)

## Distribution
- Sasha Mitchell : David Sloane
- Nicholas Guest (en) : Casey Ford
- Michele Krasnoo : Megan Laurence
- Brad Thornton : Lando Smith
- Kamel Krifa : Tong Po
- Deborah Mansy : Vicky
- Jill Pierce : Darcy
- Nicholas Anthony : Brubaker
- Derek Partridge : Bob
- Thom Matthews : Bill
- Burton Richardson : Thomas
- Jackson Kane : Warden
- Terence Porter : le 1er garde
- Kevin Wooten : le 2e garde
- Jean-Claude Van Damme : Kurt Sloane (courte apparition dans le résumé)
- Dennis Alexio : Eric Sloane (courte apparition dans le résumé)

## Informations
Certaines des scènes du film, notamment le viol de Vicky par Tong Pô, ont été censurées lors de la diffusion du film sur W9.
Kamel Krifa joue Tong Po à la place de Michel Qissi.